# Didymelales
Didymelales is een botanische naam, voor een orde van bedektzadigen: de naam is gevormd uit de familienaam Didymelaceae. Een orde onder deze naam wordt zelden erkend door systemen van plantensystematiek, en ook niet door het APG-systeem (1998) en het APG II-systeem (2003).
Het Cronquist systeem (1981) erkent wel zo'n orde, geplaatst in de onderklasse Hamamelidae, met de volgende samenstelling:
- orde Didymelales
  - familie Didymelaceae